# Härkäjärvi (Karesuando socken, Lappland)
Härkäjärvi är en sjö i Kiruna kommun i Lappland och ingår i Torneälvens huvudavrinningsområde. Sjön har en area på 0,365 kvadratkilometer och ligger 437,9 meter över havet.

## Delavrinningsområde
Härkäjärvi ingår i det delavrinningsområde (757238-177207) som SMHI kallar för Mynnar i Saankijoki. Medelhöjden är 418 meter över havet och ytan är 32,15 kvadratkilometer. Räknas de 5 avrinningsområdena uppströms in blir den ackumulerade arean 73,76 kvadratkilometer. Pitsijoki som avvattnar avrinningsområdet har biflödesordning 4, vilket innebär att vattnet flödar genom totalt 4 vattendrag innan det når havet efter 363 kilometer. Avrinningsområdet består mestadels av skog (46 procent) och sankmarker (49 procent). Avrinningsområdet har 1,62 kvadratkilometer vattenytor vilket ger det en sjöprocent på 5 procent.